# Rhodogastria lalundei
Rhodogastria lalundei là một loài bướm đêm thuộc phân họ Arctiinae, họ Erebidae.